# 佩爾·許爾斯
佩爾·許爾斯（荷蘭語：Perr Schuurs；1999年11月26日—），荷蘭足球運動員，司職中後衛，現效力意甲球會拖連奴。

## 俱樂部生涯
當時只有16歲的許爾斯就已經完成了自己的職業生涯首秀，其後許爾斯成為了幸運薛達的隊長。随后阿積士與許爾斯签約至2022年，并先以租借身份留在球隊一年。

## 榮譽

### 俱樂部
- 阿賈克斯
  - 荷甲冠軍: 2020–21、2021–22
  - 荷蘭盃冠军: 2020–21

## 外部連結
- Soccerway資料庫：佩爾·許爾斯